# Německý spolek
Německý spolek (německy Deutscher Bund), též nazýváno jako Německá konfederace, byl politický svazek německých států (zejména Rakouska včetně českých zemí, Pruska, Bavorska, Württemberska, Hannoverska a Saska) v letech 1815–1866. V roce 1815 se rozkládal na 630 100 km² a měl 29,1 milionů obyvatel (v roce 1865 47,7 mil.).

## Historie
Německý spolek vznikl 8. června 1815 na vídeňském kongresu jako „náhrada“[zdroj?] za Svatou říši římskou, která zanikla v roce 1806.
Původně do něj patřilo 38 států (z toho 4 svobodná města – Frankfurt nad Mohanem, Hamburk, Brémy a Lübeck). V Prusku a Rakousku patřila do Německého spolku jen ta území, která předtím patřila do Svaté říše římské. V roce 1863 se v důsledku koupí nebo dědění mezi státy jejich počet ve spolku snížil na 35.

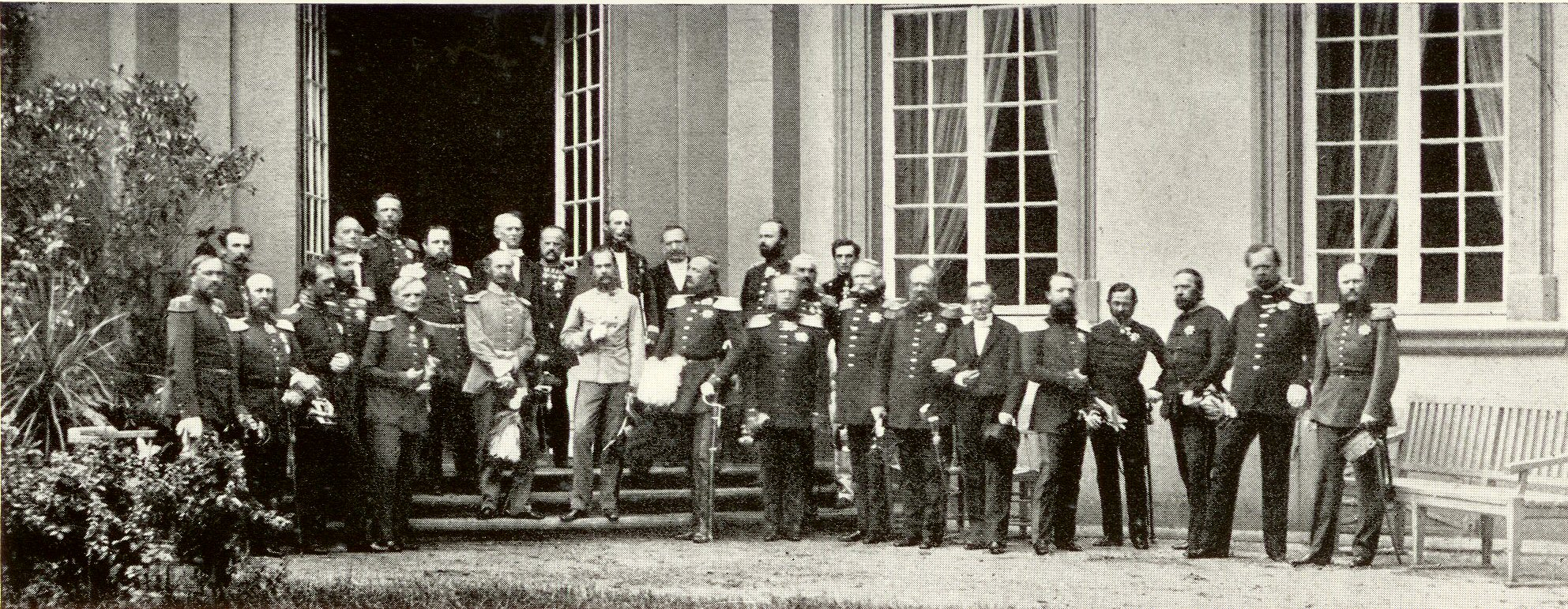
Monarchové členských zemí ve Frankfurtu, 1863

Po krizi v letech 1848–1849 byl v roce 1850 obnoven Rakouskem, které mělo stálé předsednictví. Jeho sněm zasedal ve Frankfurtu nad Mohanem.
V roce 1864 na krátké období se státy spolku spojily během války proti Dánsku o území Šlesvicka a Holštýnska. Prusko pak chtělo území od Rakouského císařství odkoupit. Odmítnutá nabídka vznesená na svolaném sněmu byla příčinou zániku Německého spolku v roce 1866 po prusko-rakouské válce. Nástupcem Německého spolku byl Severoněmecký spolek pod vedením Pruska.

## Symbolika

symboly spolku:
znak Německého spolku (1815–1866)
námořní prapor Reichsflotte (1848–1852)
válečná vlajka námořnictva (1848–1852)

## Členové spolku
- Rakouské císařství, pouze tato území:
  -  Země Koruny české
    -  České království
    -  Moravské markrabství
    -  Vévodství Horní a Dolní Slezsko

  -  Dědičné habsburské země
    -  Rakouské arcivévodství
    -  Štýrské vévodství
    -  Salcburské vévodství
    -  Korutanské vévodství
    -  Kraňské vévodství
    -  Okněžněné hrabství tyrolské
    -  Vorarlbersko

  -  Rakouské přímoří

### Království
- Bavorské království
- Hannoverské království
- Pruské království
- Saské království
- Württemberské království

### Velkovévodství
- Bádenské velkovévodství
- Hesenské velkovévodství (Hesensko-Darmstadtsko)
- Lucembursko
- Meklenbursko-Střelicko
- Meklenbursko-Zvěřínsko
- Oldenbursko
- Sasko-Weimar-Eisenach

### Vévodství
- Anhaltsko – od roku 1863
  - Anhaltsko-Desavsko (do roku 1863, poté jednotné Anhaltsko)
  - Anhaltsko-Bernburg (do roku 1863, poté jednotné Anhaltsko)
  - Anhaltsko-Köthen (do roku 1847)
- Brunšvické vévodství
- Holštýnsko – personální unie s Dánskem
  -  Lauenbursko – unie s Holštýnskem resp. Dánskem
- Limbursko – pouze v letech 1839 až 1867
- Nasavské vévodství
- Sasko-Altenburg
- Sasko-Coburg a Gotha
- Sasko-Meiningen

### Knížectví
- Hesenské kurfiřtství (lankrabství)
- Hohenzollern-Sigmaringen
- Hohenzollern-Hechingen
- Lichtenštejnsko
- Lippe
- Reuss mladší linie
- Reuss starší linie
- Schaumburg-Lippe
- Schwarzburg-Rudolstadt
- Schwarzburg-Sondershausen
- Waldeck-Pyrmont

### Svobodná říšská města
- Brémy
- Frankfurt nad Mohanem
- Hamburk
- Lübeck